# 108

## Eventos
Appius Annius Trebonius Gallus e Marcus Appius Bradua tornaram-se cônsules romanos.

## Mortes
108 ou 108 d.C. foi um ano bissexto do século II que começou no sábado e terminou num domingo, de acordo com o Calendário Juliano. as suas letras dominicais foram B e A.
| Ano completo                      |
| --------------------------------- |
| Ano bissexto com início ao sábado |